# Frédéric Piquionne
Frédéric Piquionne   (Nouméa, 8 de desembre de 1978) és un exfutbolista professional francès que jugava de davanter.
Aquest "Internacional Espoir" jugà prèviament al Golden Star (divisió d'honor a Martinique), al Nîmes Olympique (segona divisió, 2000-2001) i al Rennes (primera divisió, 2001-2004). Ha jugat 138 partits a primera divisió i marcat 33 gols.

## Carrera de club

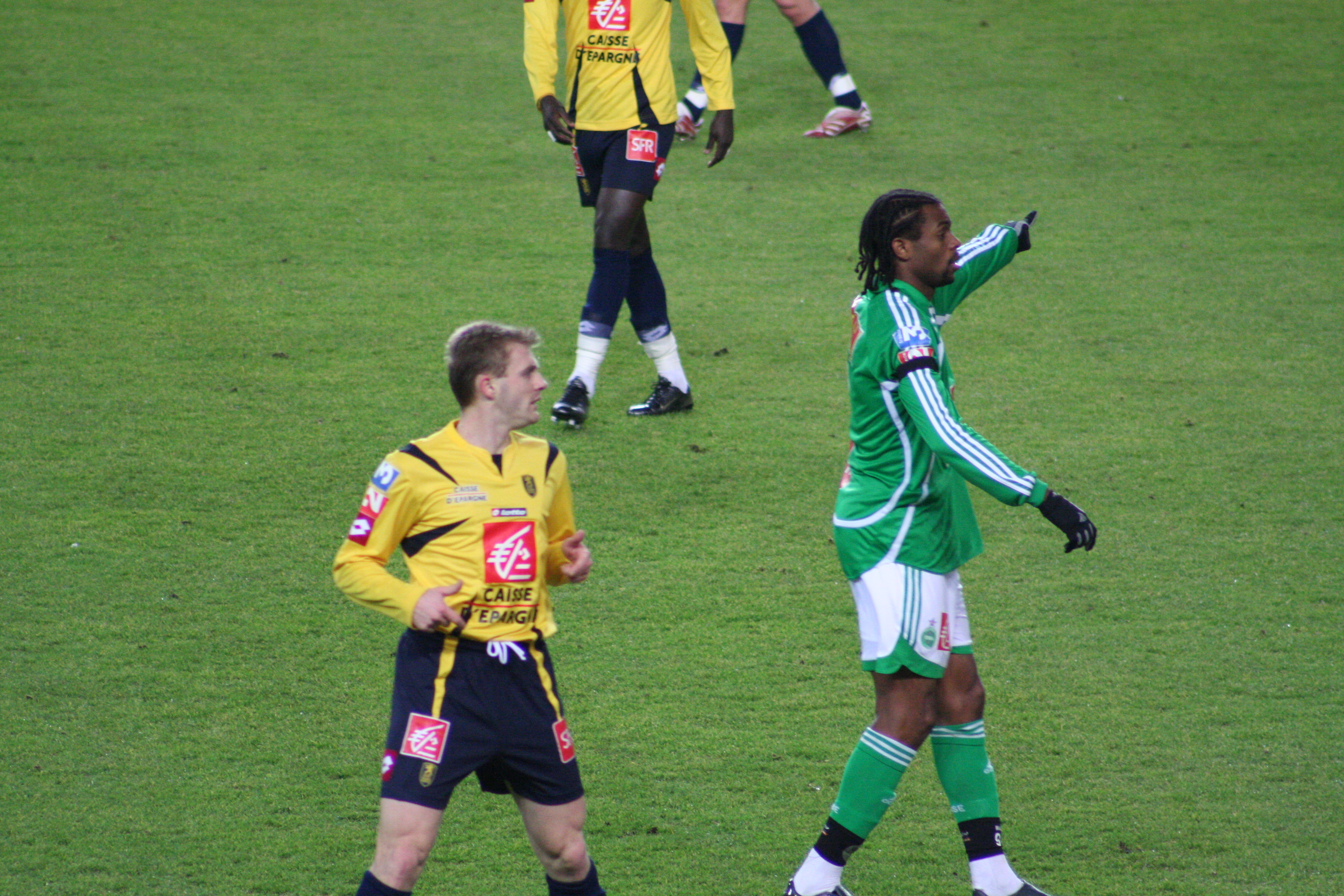
Frederic Piquionne (dreta)

Piquionne jugà en els suburbis de París, al Charenton i el Paris FC abans d'anar a jugar a Martinica. Va tornar a França el 2000 per jugar a Nîmes Olympique.
Va estar aviat marcat pel Rennes. El primer partit que va jugar en la primera divisió francesa va ser de 28 juliol de 2001 en el partit Rennes-Auxerre (0-5). En la seva primera temporada a la primera divisió, Piquionne va marcar tres gols en 20 partits. En la seva segona temporada (2002-2003), va marcar 10 gols sota la direcció tècnica de Vahid Halilhodzic. El nou entrenador Laszlo Boloni, va arribar, i la relació entre ells no era bona, ni amb el seu company d'equip Alexander Frei, acabant una temporada 2003-2004 menys que satisfactòria.